# Урезекасы
Урезекасы́ (чув. Ӳречекасси) — деревня в Цивильском районе Чувашской Республики. Входит в состав Булдеевского сельского поселения.

## География
Находится в северной части Чувашии на расстоянии приблизительно 11 км на восток-северо-восток по прямой от районного центра города Цивильск.

## История
Известна с 1858 года, когда здесь проживало 83 человека. В 1897 году было учтено 134 жителя, в 1926 — 32 двора, 147 жителей, в 1939—144 жителей, в 1979—149. В 2002 году 35 дворов, в 2010 — 35 домохозяйств. В период коллективизации был образован колхоз «Красный флагг», в 2010 году работало ООО «Водолей».

## Население
Постоянное население составляло 106 человек (чуваши 100 %) в 2002 году, 91 в 2010.